# Pseudomyrmex beccarii
Pseudomyrmex beccarii är en myrart som först beskrevs av Menozzi 1935.  Pseudomyrmex beccarii ingår i släktet Pseudomyrmex och familjen myror. Inga underarter finns listade i Catalogue of Life.

## Bildgalleri

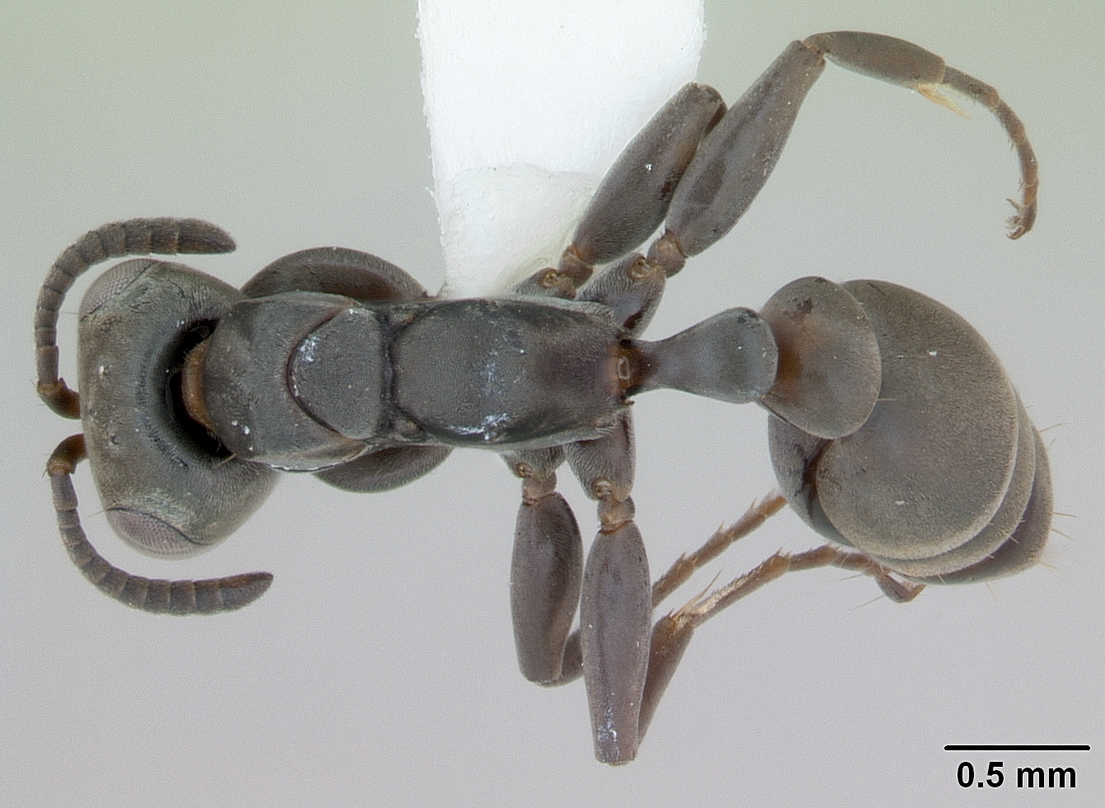
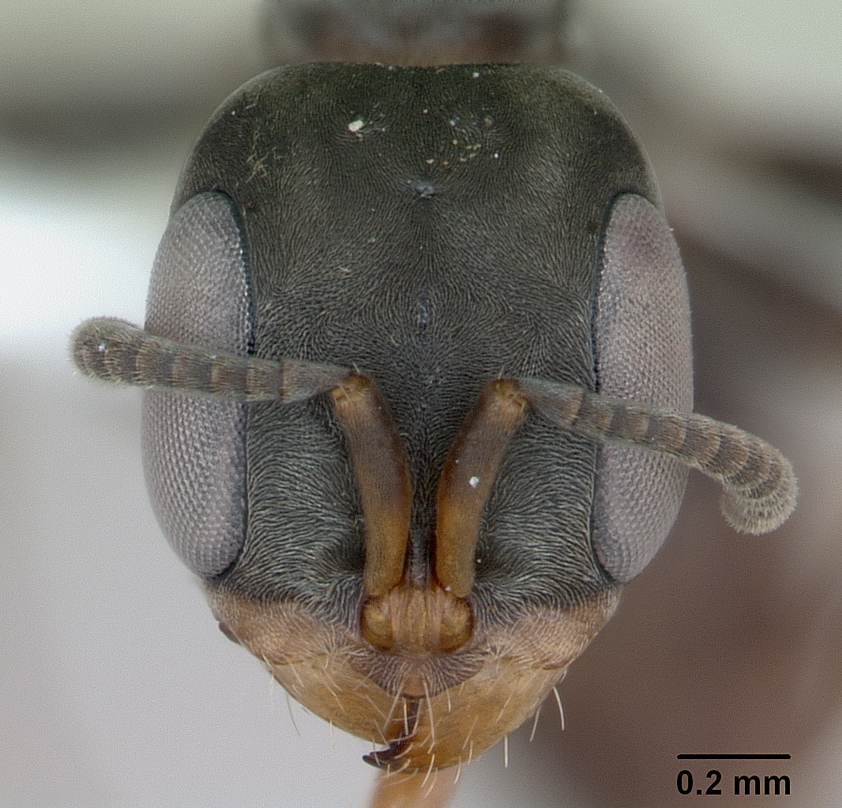
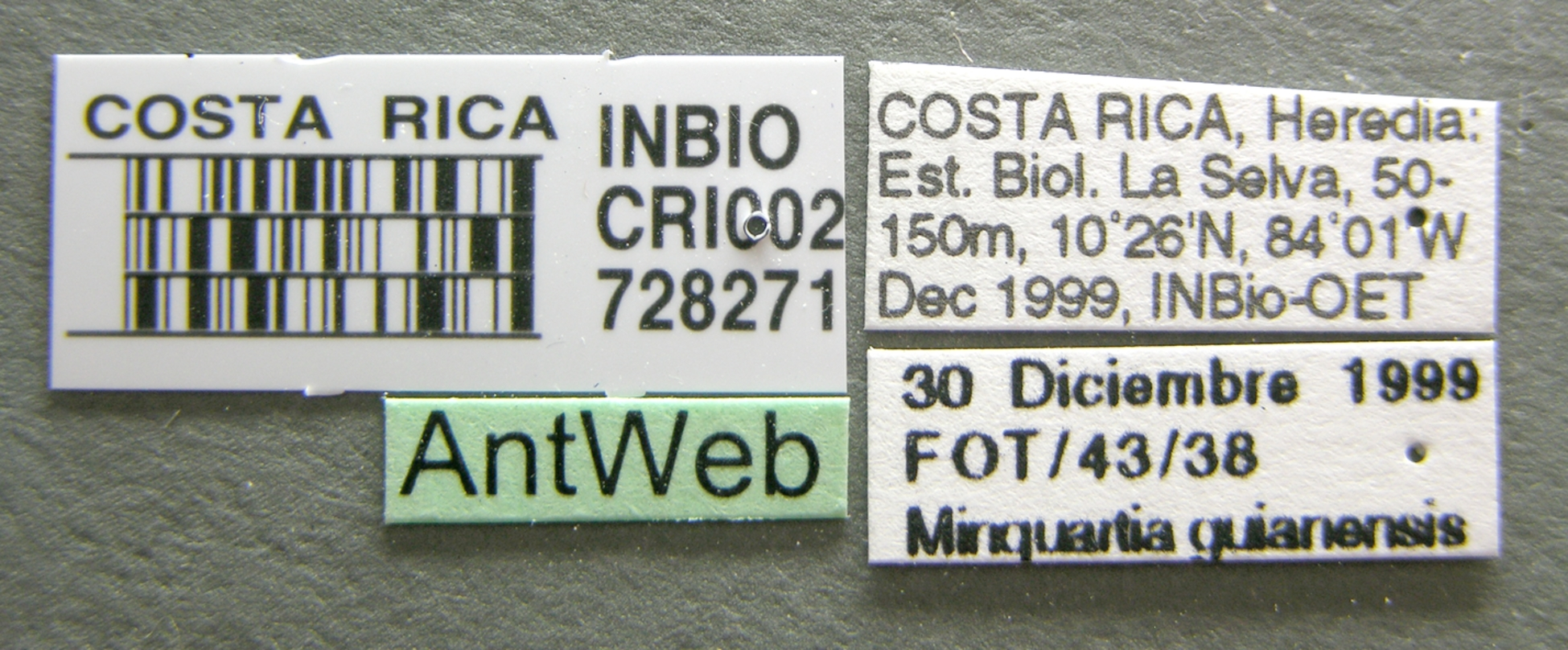
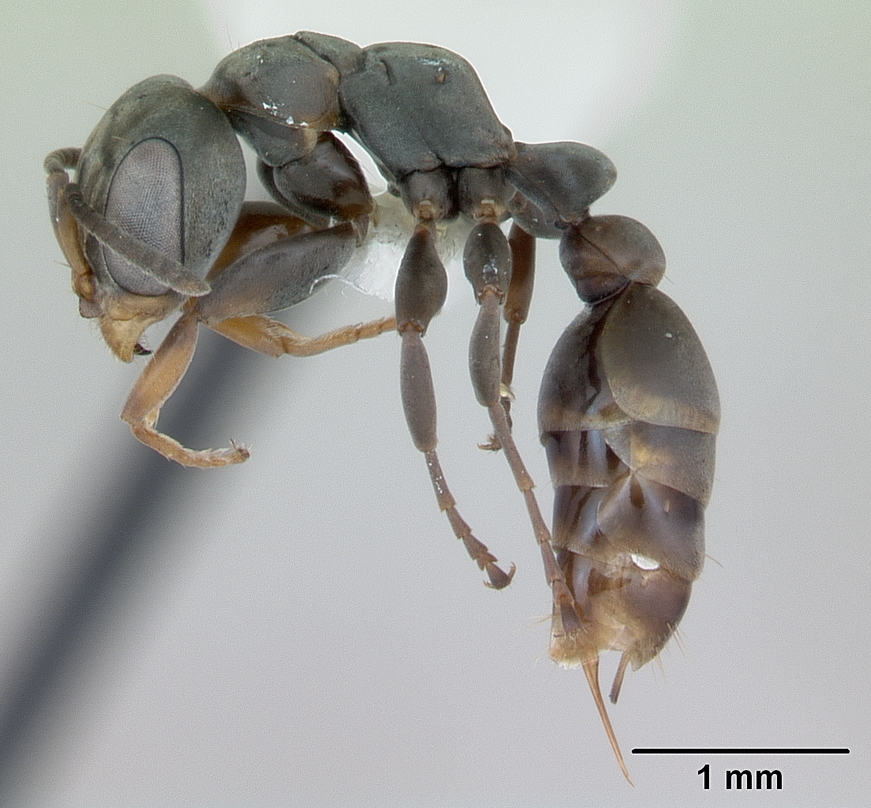